# 三好元長

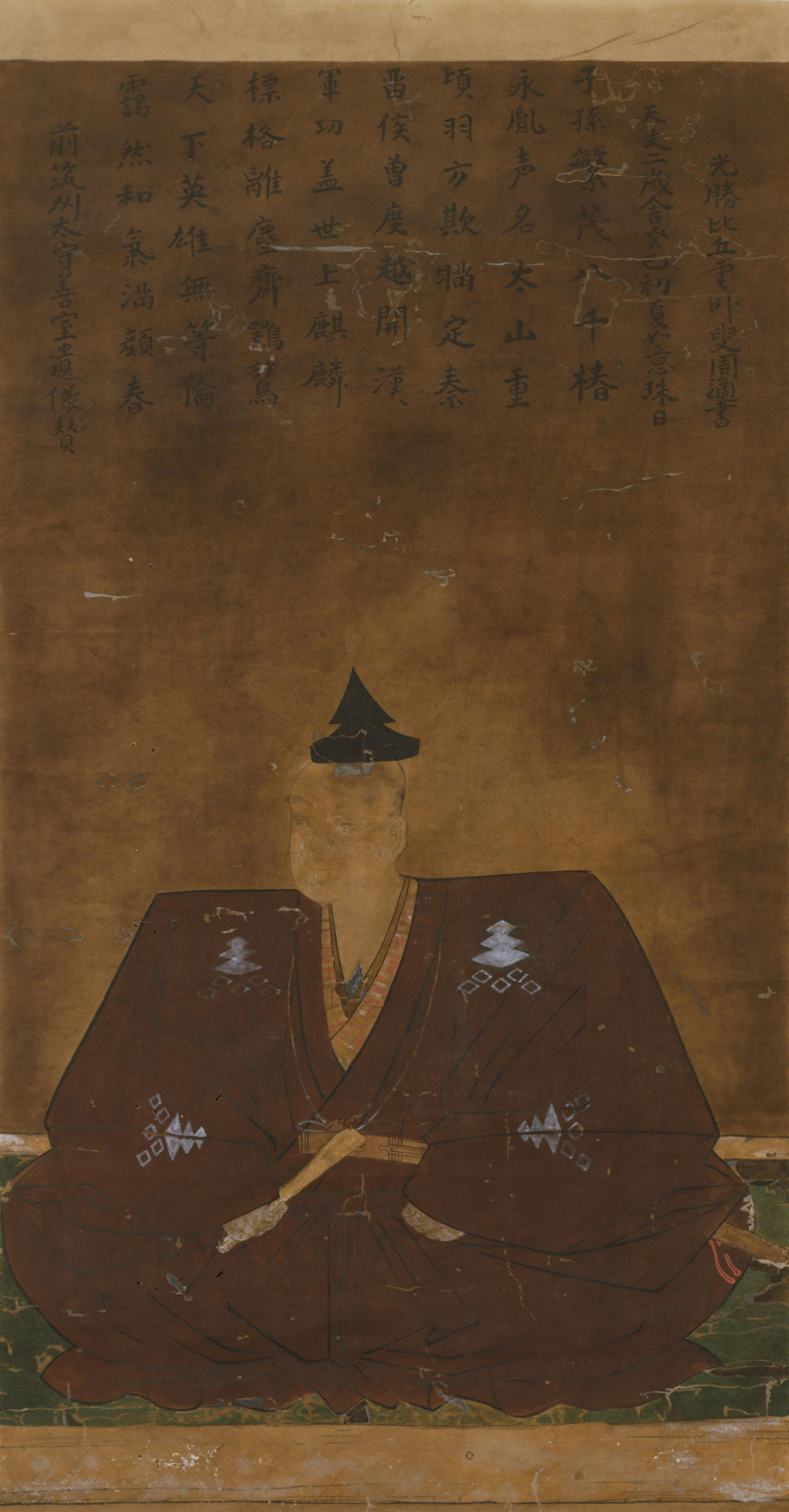
三好元長

三好元长（文龟元年1501年—享禄五年1532年七月二十二日）日本战国时代的武将，细川氏家臣三好长秀之子。
永正十七年（1520年），三好氏总帅三好之长输给细川高国后被处刑，世子长秀在之前战死。由于这个缘故，元长虽然成为三好氏总帅，但是不能采取对高国的反击，并且在阿波国和细川澄原遗孤六郎（细川晴元）一起沦落着。最后却在一向宗之乱中战败并自杀，享年32岁。

## 其他說法
關於三好元長的父親卻有這個說法，由於長秀很早就戰死，於是三好之長令元長成為長秀的繼子，所以三好元長的父親有可能是三好之長，也有可能是三好長秀。

## 家族
- 祖父：三好之长
- 父：三好长秀
- 子：三好长庆、三好义贤、安宅冬康、十河一存、野口冬长（日语：野口冬長）
- 女：三位（小笠原成助、小笠原元武和大西頼武的妻子）